# Перепеличный, Александр Юрьевич
Александр Юрьевич (по другим данным — Владимирович) Перепеличный (15 июля 1968, УССР — 10 ноября 2012, Вейбридж, Великобритания) — российский предприниматель, финансист, информатор европейских следователей и Уильяма Браудера по делу Магнитского.
Смерть Перепеличного преподносилась западными СМИ как новое «дело Литвиненко». В 2018 году у британской полиции появились доказательства причастности российских спецслужб к убийству Перепеличного. Тело Перепеличного было эксгумировано для проведения токсикологической экспертизы, результаты которой были обнародованы 19 декабря 2018 года: коронер пришёл к выводу, что Перепеличный «скорее всего умер по естественным причинам, а именно — в результате синдрома внезапной аритмической смерти».

## Биография
Александр Перепеличный родился 15 июля 1968 года на западе Украинской ССР. Отец Александра был хирургом, принял участие в ликвидации последствий катастрофы на Чернобыльской АЭС и вскоре умер от лейкемии.
В конце 1980-х годов Перепеличный переехал в Москву, начал учиться, поступив в Московский физико-технический институт. По воспоминаниям друзей, в институте он был отличником и хотел продолжить учёбу в США, но на это не было денег. Желая заработать, в 1989 году занялся торговлей компьютерами, поставляя их государственным организациям. Бизнес увлёк Перепеличного, и он оставил мысли об аспирантуре. В 1991 году он окончил факультет физической химии и биологии МФТИ и начал торговать на товарной бирже. К середине 1990-х годов Перепеличный успешно управлял инвестиционным фондом. Кроме того, он занимался поставками продуктов и сделками с недвижимостью.
Руководил компанией «Baikonur», оказывавшей финансовые услуги. После кризиса 2008 года успешный прежде бизнесмен разорился. Ему были предъявлены иски о взыскании крупной задолженности. В частности, он был должен деньги компании, принадлежавшей Дмитрию Ковтуну, которого Великобритания считает одним из убийц Александра Литвиненко.
Перепеличный подозревался в связях с криминальными кругами.
В январе 2010 года вместе с семьей эмигрировал в Великобританию. По некоторым сведениям, получил вид на жительство, инвестировав в страну проживания более 1 млн фунтов стерлингов, в статусе политического беженца ему было отказано. Сумел установить контакт с главой Hermitage Capital Уильямом Браудером, которого снабдил имеющейся у него информацией о хищениях российских бюджетных средств и гибели в московском СИЗО аудитора Сергея Магнитского.
В последние 10 лет жизни Перепеличный страдал от лишнего веса. К моменту гибели ему удалось справиться с этой проблемой благодаря диете и регулярным пробежкам.

## Смерть и расследование
Накануне гибели, в ноябре 2012 года, Перепеличный провёл несколько дней в Париже с любовницей, гражданкой Украины Эльмирой Медынской, с которой он познакомился в интернете в марте того же года. Впоследствии Медынская заявила в суде, что Перепеличный сильно нервничал из-за работы. 9 ноября, за день до смерти, во время ужина в ресторане он пожаловался на неприятный вкус одного из блюд. После возвращения в отель его рвало в течение часа.
Утром 10 ноября Перепеличный вернулся из Парижа, после чего в конце дня совершал пробежку. В тот же день его нашли мёртвым у своего особняка на окраине элитного городка Вейбридж в графстве Суррей.
Перепеличный был похоронен в Лондоне.
Российские правозащитники заявили, что Перепеличного убили. Сам Перепеличный предполагал, что на него готовится покушение. Западные СМИ назвали смерть Перепеличного новым «делом Литвиненко».
Расследование проводила британская, французская и швейцарская полиция. По данным предварительного следствия, в желудке Перепеличного были обнаружены следы ядовитого растения гельземий. В ходе расследования выяснилось, что Перепеличный был очень состоятельным человеком. В его компьютере нашли банковские транзакции на сотни миллионов фунтов стерлингов, связанные с сельскохозяйственным бизнесом. Арендованный дом Перепеличного в графстве Суррей стоил более 5 млн фунтов. Незадолго до смерти он застраховал свою жизнь на 8 млн фунтов и собирался купить новый дом в Англии и недвижимость в Майами.
В ноябре 2012 года в ведущих британских СМИ со ссылкой на источники в МВД Великобритании появились публикации о том, что за полгода до смерти Перепеличного министерству стало известно об интересе к деятельности Перепеличного российских правоохранительных служб в связи с расследованием «дела решальщиков», которое вел СК РФ: при обыске в квартире киллера Валида Лурахмаева летом 2012 года были обнаружены документы и на Перепеличного: один из паспортов, фото из семейного архива, указание адреса его проживания в Англии, маршруты поездок. В СК решили предупредить Перепеличного, полагая в нём очередную жертву.
В ноябре 2016 года правительство Великобритании (как и в деле Литвиненко) добилось засекречивания части материалов в расследовании по делу Перепеличного.
В 2018 году, после отравления Скрипалей, британская полиция возобновила расследование обстоятельств смерти Перепеличного. В ноябре того же года к расследованию подключились британские спецслужбы. В декабре 2018 года газета The Sunday Times сообщила, что контртеррористическое подразделение Скотленд-Ярда обнаружило свидетельства причастности российских властей к смерти Перепеличного. По данным следствия, сотрудники ГРУ находились в Великобритании в то же время, когда умер бизнесмен.
В марте 2018 года издание BuzzFeed сообщило, что в секретном докладе Агентства национальной безопасности для Конгресса США утверждалось, что с «высокой долей уверенности» убийство Перепеличного было санкционировано Владимиром Путиным. По данным BuzzFeed, в 2017 году американские спецслужбы передали MI6 информацию о причастности российских властей к убийству Перепеличного.
В 2018 году тело Перепеличного было эксгумировано для проведения токсикологической экспертизы, результаты которой были обнародованы 19 декабря 2018 года: коронер пришёл к выводу, что Перепеличный «скорее всего умер по естественным причинам, а именно — в результате синдрома внезапной аритмической смерти». Однако коронер не исключил и того, что Перепеличного могли отравить неким новым веществом, не оставляющим после себя следов.
После того, как Великобритания в 2018 году возобновила расследование обстоятельств смерти Перепеличного, Генпрокуратура РФ выдвинула свою версию убийства, согласно которой бизнесмена убили по приказу Уильяма Браудера. 19 ноября 2018 года Генпрокуратура направила в Следственный комитет материалы для возбуждения в отношении Браудера уголовного дела по обвинению в организации убийства Перепеличного. Браудер способствовал принятию «Закона Магнитского» и санкций в отношении множества российских чиновников и Россия к этому времени возбудила против него ряд уголовных дел.

## Семья
Был женат на Татьяне Галиевне Перепеличной, уроженке Кыргызстана, с которой познакомился в Москве студентом. У пары было двое детей, родившихся в 2001 и 2003 годах.